# 229省道 (江苏省)
江苏S229省道，又名盐锡线，是江苏省的一条重点纵向干线公路，北起盐城市与 204国道相交，南至无锡市惠山区与 342省道相接，全长212公里。主要路段为双向4车道或6车道，部分路段双向2车道。該省道主要经过盐城西互通、安丰互通、姜堰、季市互通、孤山、八圩汽渡、黄田港汽渡、江阴、青阳、无锡北互通等地，连接盐城、兴化、姜堰、泰兴、靖江、江阴、无锡等地。